# Бачурин, Иван Иванович
Ива́н Ива́нович Бачу́рин (29 января 1942 года, село Берестовенька, Красноградский район, Харьковская область, Украинская ССР — 20 сентября 2011, Московская область) — космонавт-испытатель, командир группы космонавтов-испытателей Государственного Краснознамённого Научно-исследовательского институте Военно-воздушных сил СССР имени В. П. Чкалова (ГКНИИ ВВС). Заслуженный лётчик-испытатель СССР (1982), Полковник (1978).

## Биография
Родился 29 января 1942 года в селе Берестовенька Красноградского района Харьковской области, Украинской ССР (ныне — Республика Украина). Его отец (1910—1941) работал на Харьковском тракторном заводе, погиб под Сталинградом незадолго до его рождения.
Окончил среднюю школу в селе Берестовенька в 1959 году и в этом же году был зачислен в Кировоградское Высшее военное авиационное училище лётчиков (ВВАУЛ), а так же был зачислен на службу в Советскую Армию. Затем был переведён в Оренбургское Высшее военное авиационное училище лётчиков, которое окончил в 1963 году и с декабря того же года служил летчиком-инструктором 814-го учебного авиаполка, а с 12 февраля 1964 года был назначен летчиком-инструктором 904-го учебного авиаполка Оренбургского ВВАУЛ.

### Летчик-испытатель
С 1968 Служил в Государственном Краснознамённом Научно-исследовательском институте Военно-воздушных сил СССР имени В. П. Чкалова:
- с 3 апреля 1968 года — в распоряжении командира ГКНИИ ВВС им. В. П. Чкалова;
- с 6 июля 1968 года — летчик-испытатель;
- с 15 сентября 1969 года — старший летчик 2-й авиационной испытательной эскадрильи службы летных испытаний 2-го управления ГКНИИ ВВС им. В. П. Чкалова;
- с 18 сентября 1975 года — командир эскадрильи;
- с 30 ноября 1978 года — заместитель начальника службы летных испытаний бомбардировочной авиации — старший летчик-испытатель 1-го управления ГКНИИ ВВС им. В. П. Чкалова;
- 7 августа 1986 года был зачислен в группу космонавтов 4-го научно-испытательного управления ГКНИИ ВВС им. В. П. Чкалова, параллельно занимался испытательной работой.

### Космическая подготовка
В 1978 году его кандидатура была отобрана в группу летчиков-испытателей ГКНИИ ВВС им. В. П. Чкалова для проведения атмосферных испытаний многоразового транспортного космического корабля (МТКК) «Буран». Пройдя обследование в Центральном военном научно-исследовательском авиационном госпитале (ЦВНИАГ), и получив одобрение Главной медицинской комиссии (ГМК) на заседании Государственной межведомственной комиссии (ГМВК) 1 декабря 1978 года был назначен летчиком-испытателем.
В январе 1979 года он прошёл общекосмическую подготовку в Центре подготовки космонавтов имени Ю. А. Гагарина в качестве слушателя-космонавта. После окончания общекосмической подготовки вернулся в ГКНИИ ВВС на испытательную работу. 12 февраля 1982 вступил в звание «космонавта-испытателя».
7 августа 1987 года вступил в группу космонавтов-испытателей 4-го Научно-испытательного управления Чкаловского филиала ГКНИИ ВВС и был назначен ее командиром.

#### Испытательная деятельность
Участвовал в государственных испытаниях самолетов Ту-22М, Су-24М, А-50, Ту-95МС, а также в специальных модификациях самолетов Ту-22, Ил-76 (ДРЛО), Як-28, АН-124 «Руслан», Ан-225 «Мрiя».
Совместно с Сергеем Александровичем Горбиком, в мае 1990 года, выполнил первый коммерческий рейс на Ан-225 «Мрiя», перевозив трактор Т-800 весом 100 тонн из Челябинска в Якутию.
28 ноября 1992 года полковник Бачурин был отчислен из группы космонавтов ГКНИИ ВВС и уволен из Вооруженных Сил по достижении предельного возраста военнослужащих.

### Деятельность после ВВС
Декабрь 1992 года-декабрь 1993 года — начальник службы лётных испытаний Акционерного общества закрытого типа «Альфа».
1994—1995 — начальник службы лётных испытаний Конструкторского бюро «Термоплан», которое занималось созданием дирижаблей.

### Воинские звания
- Лейтенант (1963)
- Старший лейтенант (1966)
- Капитан (1968)
- Майор (1971)
- Подполковник (1974)
- Полковник (1978)
- с 28 ноября 1992 года — в запасе.

## Награды
- Орден Красной Звезды
- Орден «За службу Родине в Вооруженных Силах СССР» III степени

## Почетные звания
- Заслуженный летчик-испытатель СССР (1982).

## Смерть
Умер 20 сентября 2011 года на улице посёлка Чкаловский Московской области. Сотрудники Скорой помощи подобрали его в состоянии тяжелого переохлаждения. Он был доставлен в больницу Фрязево, где вскоре скончался. Изначально он был похоронен в номерной могиле на Ново-Фрязинском кладбище Щёлковского района Московской области, так как личность не была установлена. В ноябре 2012 года был перезахоронен на кладбище деревни Леониха.